# ناتالی دوتوآ
ناتالی دوتوآ (متولد ۲۹ ژانویه ۱۹۸۴) شناگر زن اهل آفریقای جنوبی که مدال طلای بازی‌های پارا المپیک ۲۰۰۴ را دارا می‌باشد. او با کسب مجوز حضور در بازی‌های المپیک تابستانی ۲۰۰۸ پکن نخستین ورزشکاری است که هم در بازی‌های پارا المپیک و هم المپیک شرکت خواهد کرد.